# Кіно про Ліззі Макгвайр
Кіно́ про Лі́ззі Макгва́йр — американський фільм 2003 року в жанрі комедії. В США в кінотеатри стрічка вийшла 2 травня 2003. Фільм є фінальною частиною серіалу від Disney Channel «Ліззі Макгвайр» та є першим театральним фільмом на базі цього серіалу. Ролі грають Гіларі Дафф, Адам Ламберг, Хейллі Тодд, Роберт Керрадайн та Джейк Томас. Кіно розповідає про поїздку Ліззі до Риму після свого випуску зі школи. На момент релізу фільм посів друге місце по касовим зборам у США, лишаючи позаду себе стрічку «Люди Ікс 2». Фільм «Кіно про Ліззі Макгвайр» вийшов на DVD 14 серпня 2003.

## Сюжет
Фільм починається зі сцени, в якій Ліззі Макгвайр годується до свого випускного зі школи з одним із двох найкращих друзів, Девідом «Гордо» Гордоном. Її інший друг, Міранда, вирішила пропустити випускний і поїхати до своїх родичів у Мехіко. Під час церемонії, Ліззі випадково перечіплюється на сцені і зриває завісу, яка падає на інших випускників. За це їй починає докучати її колишня подруга Кейт та молодший брат Метт. Опісля випускного Ліззі і її клас вирішують у поїздку до Риму, Італія, під наглядом свого майбутнього директору школи із жорстким характером Ангели Ангермейєр. На нещастя, в готелі Ліззі та Кейт дізнаються, що їх поселили в одній кімнаті.
Клас відвідує Фонтан ді Треві, де до Ліззі підходить італійська попзірка Паоло, який помилково сприймає її за свого партнера по співу, Ізабеллу. Паоло просить Ліззі зустрітися з ним біля фонтану наступного дня, і щоб це здійснити вона симулює захворювання, аби втекти з готелю. Паоло пояснює дівчині, що він з Ізабеллою мали виступати на Italian Music Awards, але Ізабелла покинула Італію після їх розриву. Паоло розказує, що Ізабелла співає лише губами, і просить Ліззі прикинутися нею для концерту. Вона неохоче погоджується і починає захоплюватися одягом від дизайнерів, репетиціями по танцях та обожнюваннями від шанувальників.
Ліззі продовжує симулювати свою хворобу, щоби готуватися до концерту, але Кейт швидко розшукує її секрет. На подив Ліззі, Кейт погоджується тримати все в таємниці й двоє знову стають друзями. Ліззі починає закохуватися в Паоло, що дратує Гордо. Ітан підозрює, що Гордо ревнує до Паоло, хоч той наполягає на протилежному. Тим часом міс Ангермейєр допитує всіх учнів, аби дізнатися, хто з них потайки втікає з готелю. Гордо бере на себе вину, і як покарання його відсилають додому. Ліззі шокована, колі дізнається від Кейт, що Гордо пожертвував собою, щоби захистити її.
В аеропорті Гордо зустрічається з Ізабеллою, яка повернулася для виступу на концерті і засмучена тим, що Ліззі імітує її. Ізабелла і Гордо розуміють, що Паоло планує вимкнути на концерті мікрофон Ліззі, аби показати натовпу, що Ізабелла не вміє співати. Задум Паоло полягає у руйнуванні кар'єри Ізабелли та принижені Ліззі. Гордо та Ізабелла квапляться на концерт, аби зупинити його.
В будинку Ліззі, Метт знаходить в інтернеті італійські плітки із зображеннями Ліззі у ролі Ізабелли. Коли він розповідає про це батькові, родина вилітає до Риму, аби зупинити Ліззі та повернути її додому. Міс Ангермейєр дізнається, що Ліззі знову зникла, а Ітан випадково проговорюється, що вона на Italian Music Awards. Клас квапиться на концерт, аби знайти Ліззі. Гордо та Ізабелла знаходять її за сценою, коли та готується до шоу, і попереджають її про задум Паоло. Ліззі відмовляється в це вірити, але Ізабелла наполягає, що Паоло використовує її.
Під час виконання пісні на концерті Ізабелла і Гордо викривають Паоло, вимикаючи його мікрофон і показуючи його справжній голос публіці. Збентежений, Паоло втікає зі сцени, але натикається на натовп папараці назовні. Його тілоохоронець, Сергій, говорить, що настав час побачити реальне життя і звільняється. Сергій фліртує із міс Ангермейєр, якій вдалося пробитися через охорону на концерт і тим самим пропустити туди весь клас та сім'ю Ліззі. Ізабелла підіймається на сцену і відрекомендовує Ліззі слухачам, даючи їй право заспівати пісню «What Dreams Are Made Of». У ролі співачки, Ліззі набирається впевненості у собі. Пізніше після концерту всі святкують у готелі. Міс Ангермейєр скасовує покарання Гордо. Батьки Ліззі, не дивлячись на захоплення своєю дочкою, карають її забороною покидати дім до кінця літа. Ліззі та Гордо вислизають із вечірки і йдуть на дах. Вони обіцяють ніколи не змінювати речі між собою. Двоє цілуються і повертаються на вечірку.

## У ролях
- Гіларі Дафф — в ролі Ліззі Макгвайр/Ізабелла Паріссі
- Адам Ламберг — в ролі Девіда «Гордо» Гордона
- Роберт Керрадайн — в ролі Сема Макгвайр
- Хейллі Тодд — в ролі Джо Макгвайр
- Джейк Томас — в ролі Метта Макгвайр
- Йяні Геллман — в ролі Паоло Валісарі
- Алекс Борштейн — в ролі міс Ангели Ангермейєр
- Клейтон Шнайдер — в ролі Ітана Крафта
- Ешлі Брілоут — в ролі Кейт Сандерс
- Брендан Келлі — в ролі Сергія
- Ккрлі Шродер — в ролі Меліни Б'янко
- Деніел Р. Ескобар — в ролі містера Ескобара
- Джоді Рейкот — в ролі Джорджіо
- Терра МакЛауд — в ролі Франса ДіМонтесатіні
- Клод Ноултон — в ролі менеджера сцени

## Зйомки
Зйомки фільму проходили в Римі, Італія восени 2002.

## Рецензії
Фільм отримав змішані огляди від критиків. На сайті Rotten Tomatoes він зібрав 40 % схвальності, базуючись на 96 рецензіях. Консенсус сайту описав стрічку як «невинний шматок пуху, який має задовольнити фанів серіалу». Скот Браун з Entertainment Weekly оцінив фільм з B+: «Визнаймо це: Ліззі Макгвайр (Гіларі Дафф) занадто відполірована, аби бути старшокласницею-невдахою, навіть по стандартах її 'вишуканих приміських околиць'. Проте це не заплямувало її повернення — і для дітей шостого класу і старше, які вірно слідували за нею від її шоу на Disney Channel, Кіно про Ліззі Макгвайр все ж є розумним, помірно легким театральним шоу, яким можна насолоджуватися.». Опозиційно до цього, Роджер Еберт дав фільму 2 зірки із 4-х, але схвалив виконання Алекс Борштейн, називаючи її роботу «єдиним дійсно чудовим елементом у фільмі; все інше просто лискуче і професійне.».

## Касові збори
За перший вікенд фільм зібрав $17,338,755 у 2,825 кінотеатрах США та Канади, посідаючи друге місце по популярності опісля «Люди Ікс 2». Наприкінці показів по кінотеатрах фільм зібрав $42,734,455 в США та $12,800,000 інтернаціонально, що складає $55,534,455 по всьому світі.

## Нагороди
- 2003 (виграно): Teen Choice Award у категорії Нова жіноча зірка кіно (англ. Movie Breakout Star, Female) (Гіларі Дафф)
- 2003 (номіновано): Teen Choice Awards у категорії Фільм комедія (англ. Movie Comedy), Акторка комедійного фільму (англ. Movie Comedy Actress) (Гіларі Дафф)
- 2004 (номіновано): Leo Award у категорії Повнометражна драма: Найкращі візуальні ефекти (англ. Feature-Length Drama: Best Visual Effects) (Gary Gutierrez, Jayne Craig, Bruce Woloshyn, Simon Ager and Wes Sargent)

## Саундтреки
В США альбом саундтреків вийшов 22 квітня 2003. Альбом отримав платину від CRIA та дві платини від RIAA, продаючись у понад 2,000,000 копій в США.